# Thamirabarani
La rivière Thamirabarani (en tamoul : தாமிரபரணி, en sanskrit : ताम्रपर्णी, Tāmraparṇī) est un fleuve indien d'une longueur de 125 km qui coule dans l’État du Tamil Nadu. C'est le seul fleuve pérenne de cet état voire de tout l'Inde du Sud, où il coule dans l'extrême partie méridionale, principalement dans les districts de Tirunelveli et de Thoothukudi.